# Jerry Hopkins
Jerry Hopkins (Nova Jérsia, 8 de novembro de 1935 - Banguecoque, 3 de junho de 2018) foi um escritor e jornalista norte-americano.
É melhor conhecido como o co-autor (com Danny Sugerman) de No One Here Gets Out Alive (1980), a biografia de Jim Morrison dos The Doors, que serviu de base para o filme de Oliver Stone sobre a banda. Escreveu cerca de 30 livros sobre música, comida e viagem, incluindo três volumes sobre Elvis Presley. Escreveu também para a Rolling Stone (onde foi colaborador durante 20 anos), The Village Voice, GQ e várias outras publicações.
Desde o início dos anos 90 vivia na Tailândia até sua morte em 3 de junho de 2018, aos 82 anos.